# Nieder-Hilbersheim
Nieder-Hilbersheim – miejscowość i gmina w Niemczech, w kraju związkowym Nadrenia-Palatynat, w powiecie Mainz-Bingen, wchodzi w skład gminy związkowej Gau-Algesheim.